# 四腳水泡介
四腳水泡介（学名：Pussella quadrispinosa）为土菱介科水泡介屬下的一个种。